# Heart of Midlothian FC
-
Heart of Midlothian FC (často označováno jen jako Hearts či Jambos) je fotbalový klub ze skotského Edinburghu, který hraje Scottish Premiership.
Heart of Midlothian Football Club (běžně známý jako Hearts nebo Jambos) je skotský profesionální fotbalový klub založený v Gorgie, v západní části Edinburghu. Je jedním ze dvou skotských klubů v tomto městě, kteří hrají Scottish Premiership, další je rival Hibernian FC. Heart of Midlothian FC jsou nejstarší fotbalový klub ve městě, založený v roce 1874 skupinou přátel z tanečního klubu Heart of Midlothian Dancing Club. Moderní klubový znak je odvozen od mozaiky Heart of Midlothian na městské Royal Mile. Barvy týmu jsou kaštanově hnědá a bílá. Hearts hrají své domácí zápasy na Tynecastle Stadium se současnou kapacitou 17 420, kde hrají již od roku 1886.
Hearts vyhráli skotský ligový titul čtyřikrát, naposledy v sezoně 1959/60, kdy také získali Skotský ligový pohár a tím jako jediný klub mimo Celtic FC a Rangers FC získali double. Známý je hlavně tým z roku 1957–1958, kdy tým k zisku titulu vedli Jimmy Wardhaugh, Willie Bauld a Alfie Conn st., kteří byli známí jako The Terrible Trio, v této sezóně vytvořili Hearts rekord v počtu vstřelených branek v lize (132) a stali se jediným týmem, který zakončil sezónu s brankovým rozdílem větším než 100 (103). Skotský pohár vyhráli Hearts osmkrát, naposledy v roce 2012, po výhře 5:1 nad městským rivalem Hibernian FC, a Skotský ligový pohár vyhráli čtyřikrát, naposledy v roce 1962 po vítězství 1:0 proti Kilmarnock FC. Jejich poslední finálová účast byla v roce 2012, když prohráli 2:3 se St. Mirren FC.
V roce 1958 se Hearts stali teprve třetím skotským a pátým britským týmem, který se zúčastnil evropské soutěže. Klub dosáhl čtvrtfinále Poháru UEFA v ročníku 1988/89, kde prohrál těsně s německým gigantem Bayernem Mnichov 1:2. Hearts jsou první skotský tým mimo Celtic či Rangers, který hrál kvalifikaci Ligy mistrů UEFA a to v roce 2006.
V současné době[kdy?] jsou Hearts v administraci, do této doby byl majoritním vlastníkem od roku 2005 litevský podnikatel Vladimir Romanov.

## Čeští hráči
Za Hearts hráli čtyři Češi, Michal Pospíšil, Roman Bednář, Luděk Stracený a v sezónách 2005/2006 a 2010–2012 hrál za klub i Rudolf Skácel, který nastřílel v sezóně 2005/2006 16 gólů a v sezónách 2010–2012 celkem 25 gólů. Od května 2018 za Hearts hraje brankář Zdeněk Zlámal, který do skotského klubu přestoupil ze Zlína.